# Blangy-sous-Poix
Blangy-sous-Poix település Franciaországban, Somme megyében. Lakosainak száma 165 fő (2022. január 1.). Blangy-sous-Poix Bergicourt, Croixrault, Famechon, Guizancourt, Moyencourt-lès-Poix és Poix-de-Picardie községekkel határos.

## Népesség
A település népességének változása:
| Lakosok száma | 186  | 187  | 181  | 178  | 175  | 173  | 170  | 165  |
|               | 2013 | 2015 | 2017 | 2018 | 2019 | 2020 | 2021 | 2022 |